# Duc de Porto
 (mars 2023).
Si vous disposez d'ouvrages ou d'articles de référence ou si vous connaissez des sites web de qualité traitant du thème abordé ici, merci de compléter l'article en donnant les références utiles à sa vérifiabilité et en les liant à la section « Notes et références ».
Le titre de duc de Porto est créé en 1833 par la reine Marie II de Portugal pour elle-même puis en faveur de son deuxième fils Louis de Portugal. Le titre est lié à la famille royale, il est généralement attribué au deuxième fils du chef de la maison royale. 

## Liste des ducs de Porto
1. Marie II (1819-1853), reine de Portugal
2. Luís de Bragança (1838-1889), infant de Portugal puis roi Louis Ier de Portugal
3. Afonso de Bragança (1865-1920), infant de Portugal, son deuxième fils

### Titre de courtoisie
1. Dinis de Bragança (1999-), deuxième fils de Duarte de Bragance

## Source
- (pt) Cet article est partiellement ou en totalité issu de l’article de Wikipédia en portugais intitulé « Duque do Porto » (voir la liste des auteurs).